# Thomas Prinz (Politiker)

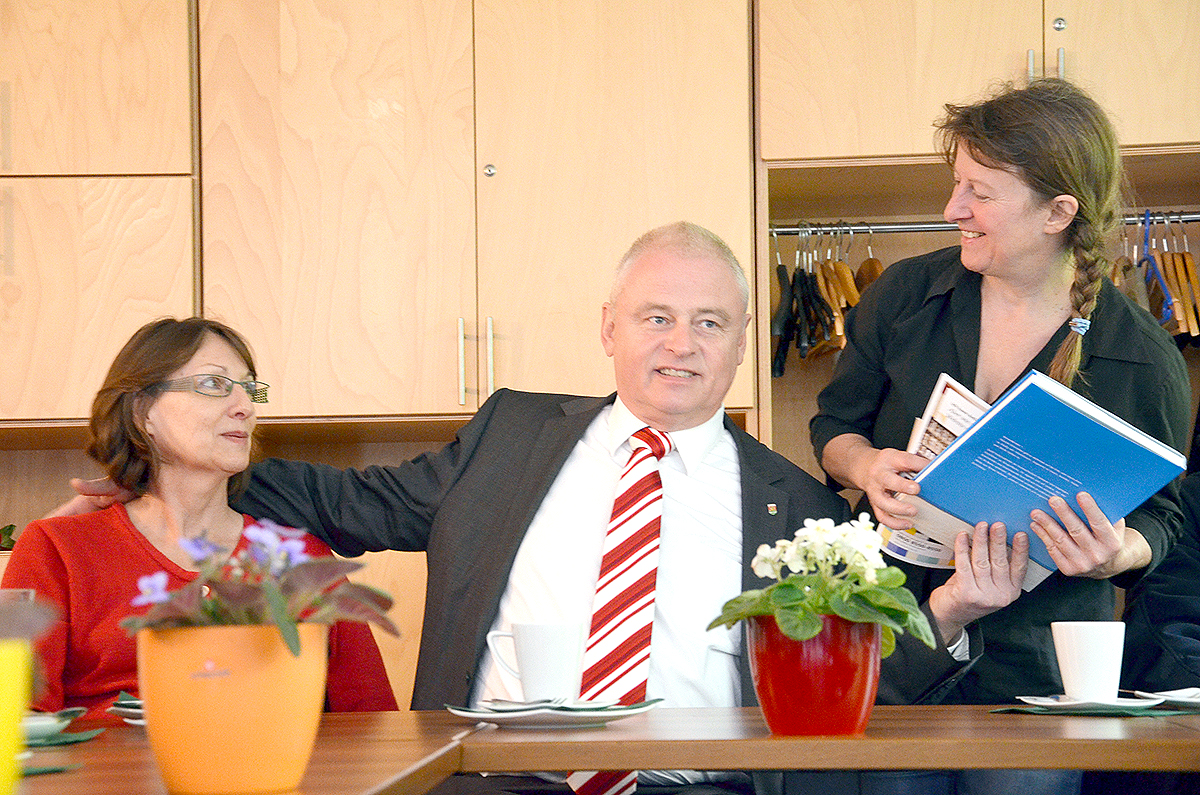
Thomas Prinz mit Ehefrau Silvia (links) sowie Gil Maria Koebberling vom Freundeskreis Hannover

Thomas Prinz (* 1957 in Wuppertal) war von 2006 bis 2014 hauptamtlich gewählter Bürgermeister der niedersächsischen Stadt Laatzen. Er ist Mitglied der SPD.

## Leben

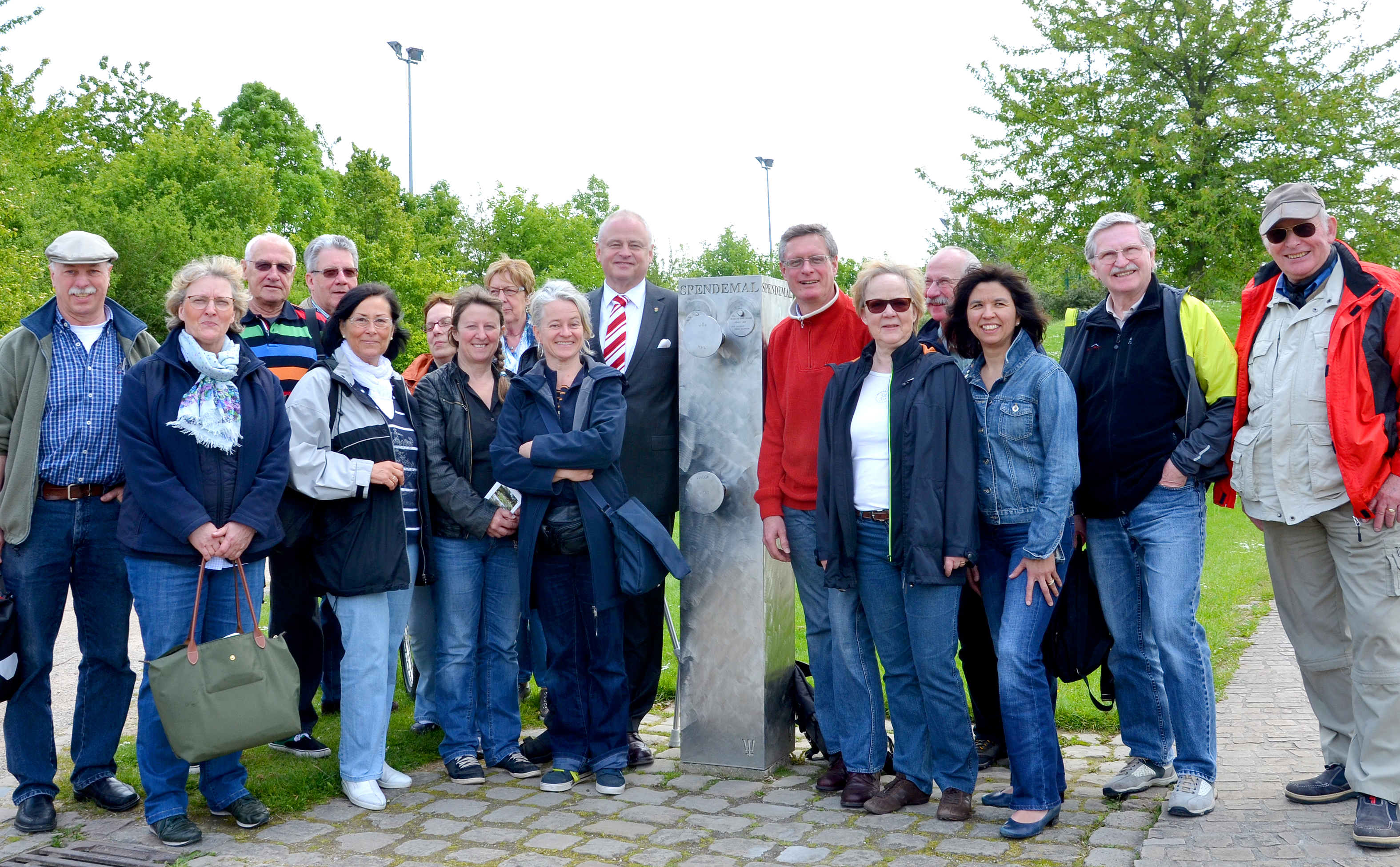
Bürgermeister Thomas Prinz (links neben dem „Spendemal“ von Andreas Rimkus) und Mitglieder vom Freundeskreis Hannover 2014 im Park der Sinne in Laatzen

Nach dem Abitur in Wuppertal studierte Prinz Rechtswissenschaften an der Universität München. 1982 legte er das erste juristische Staatsexamen ab. Es folgte ein Referendariat beim Oberlandesgericht München und ein verwaltungswissenschaftliches Ergänzungsstudium an der Hochschule für Verwaltungswissenschaften Speyer. Auf sein zweites juristisches Staatsexamen folgten 1985–1986 Studien an der Bundesfinanzakademie. Zwischen 1985 und 1990 absolvierte er eine Ausbildung für den höheren Dienst der Steuerverwaltung an den Finanzämtern Starnberg und Braunschweig-Altewiekring und arbeitete am Finanzamt Gifhorn und als Stellvertretender Leiter des Finanzamtes in Peine. Im Jahr 1990 ging Prinz ins Niedersächsische Finanzministerium, wo er als Referent des Ministers und ab 1992 als Leiter des Ministerbüros tätig war, 1997/98 war er als Referatsleiter für Kommunale Finanzen, Kabinetts- und Parlamentsangelegenheiten und weitere Bereiche tätig. Seit 1999 arbeitet Thomas Prinz als Geschäftsleiter und Bankdirektor bei der Niedersächsischen Landestreuhandstelle. Im Jahr 2000 wurde er zum Rechtsanwalt zugelassen. Im Jahr 2006 wurde Thomas Prinz bei der Kommunalwahl 2006 mit 58,5 % der Stimmen zum Bürgermeister von Laatzen gewählt. Bei der Bürgermeisterwahl 2014 unterlag er dem CDU-Bewerber Jürgen Köhne mit 34,5 % der Stimmen. Seine Amtszeit endete am 31. Oktober 2014.
Seit 2003 ist er Mitglied im Vorstand des SPD-Abt. Laatzen Zentrum. Von 2004 bis 2009 war er Beratendes Mitglied im Vorstand des SPD-Bezirks Hannover.
Von 1976 bis 1985 war er Mitglied des Internationalen Studentenclubs München e. V., ab 1982 dessen Präsident. Seit 1989 ist Prinz Mitglied der Kestnergesellschaft Hannover. Thomas Prinz ist Gründungsmitglied des Lions Clubs Hannover-Expo, gegründet am 20. Januar 2010 in Laatzen.